# Pulau Sarimbun
Pulau Sarimbun est une île située dans le détroit de Johor au Nord-Ouest de l'île principale de Singapour. 

## Géographie
Elle s'étend sur environ 177 m de longueur pour une largeur approximative de 150 m.